# أنجيلو زيمرمان
أنجيلو زيمرمان (بالهولندية: Angelo Zimmerman)‏ (مواليد 19 مارس 1984 في يلمستاد) لاعب كرة قدم من جزر الأنتيل الهولندية دولي يجيد اللعب في خط الوسط . يلعب حاليا لصالح نادي إيمين الهولندي منذ 2010 .

## وصلات خارجية
- أنجيلو زيمرمان على موقع الاتحاد الدولي (مؤرشف)  (الإنجليزية)
- أنجيلو زيمرمان على موقع قاعدة بيانات كرة القدم.إي يو (الإنجليزية)
- أنجيلو زيمرمان على موقع ناشيونال فوتبول تيمز (الإنجليزية)
- أنجيلو زيمرمان على موقع Soccerway.com (الإنجليزية)